# Carl Jacob Kotzebue
Carl Jacob Kotzebue (* ca. 1793; † ca. 1862) war ein deutscher Verwaltungsjurist.

## Leben
Carl Jacob Kotzebue war Sohn des hannoverschen Amtmanns Albrecht David Kotzebue (1754–1838) des Amtes Knesebeck, später im Amt Zeven. Er studierte ab 1811 Rechtswissenschaften an der Universität Göttingen mit Unterbrechungen durch die Befreiungskriege. In Göttingen wurde er Mitglied des Corps Hannovera. Nach dem Studium trat er in den Verwaltungsdienst des Königreichs Hannover ein. Er war von 1834 bis 1833 Amtsassessor im Amt Harburg und von 1834 bis 1840 im Amt Meinersen. 1848 wurde Carl Jacob Kotzebue Amtmann in Meinersen. Er trat 1853 in den Ruhestand.